# Torneo de Charleston 2024
El Credit One Charleston Open 2024 fue un evento de tenis WTA 500 en la rama femenina. Se disputó en Estados Unidos, en el Family Circle Tennis Center de Daniel Island, Charleston, Carolina del Sur del 1 al 7 de abril.

## Distribución de puntos
| Modalidad           | Campeona | Finalista | Semifinales | Cuartos de final | 3ª ronda | 2ª ronda | 1ª ronda | Clasificadas | 2ª ronda de clasificación | 1ª ronda de clasificación |
| Individual femenino | 500      | 325       | 195         | 108              | 60       | 30       | 1        | 25           | 13                        | 1                         |
| Dobles femenino     | 500      | 325       | 195         | 108              | -        | -        | 1        | -            | -                         | -                         |

## Cabezas de serie

### Individuales femenino
| Tenista               | Ranking | Preclasificada |
| Jessica Pegula        | 5       | 1              |
| Ons Jabeur            | 6       | 2              |
| Maria Sakkari         | 9       | 3              |
| Daria Kasatkina       | 11      | 4              |
| Beatriz Haddad Maia   | 13      | 5              |
| Ekaterina Alexandrova | 16      | 6              |
| Elina Svitolina       | 17      | 7              |
| Madison Keys          | 18      | 8              |
| Veronika Kudermetova  | 19      | 9              |
| Emma Navarro          | 20      | 10             |
| Elise Mertens         | 28      | 11             |
| Victoria Azarenka     | 32      | 12             |
| Dayana Yastremska     | 33      | 13             |
| Leylah Fernandez      | 35      | 14             |
| Anhelina Kalinina     | 36      | 15             |
| Lesia Tsurenko        | 40      | 16             |

- Ranking del 18 de marzo de 2024.[2]

### Dobles femenino
| Tenista                            | Ranking | Preclasificada |
| Nicole Melichar Ellen Perez        | 15      | 1              |
| Caroline Dolehide Desirae Krawczyk | 42      | 2              |
| Miyu Kato Aldila Sutjiadi          | 63      | 3              |
| Anna Danilina Giuliana Olmos       | 63      | 4              |

- Ranking del 18 de marzo de 2024.[3]

## Campeonas

### Individual femenino
Danielle Collins venció a  Daria Kasatkina por 6-2, 6-1

### Dobles femenino
Ashlyn Krueger /  Sloane Stephens vencieron a  Lyudmyla Kichenok /  Nadiia Kichenok por 1-6, 6-3, [10-7]